# سومزوم
سومزوم (به لاتین: Sumzom) یک شهرک در جمهوری خلق چین است که در Bomê County واقع شده‌است. سومزوم
- نفر جمعیت دارد.